# 2011 في الصومال
فيما يلي قائمة بالأحداث التي وقعت خلال عام 2011 في الصومال:

## السياسة
- في عام 2011 شهد الصومال وضعا سياسيا معقدًا ومتغيرًا، حيث افتقدت البلاد حكومة مركزية فعالة منذ انهيار نظام سياد بري في عام 1991، وكان العديد من الفصائل وأمراء الحرب يتنافسون للسيطرة على البلاد، وكانت الحكومة الفيدرالية الانتقالية (TFG) المعترف بها دوليًا، لا تسيطر على معظم أنحاء البلاد وكانت محصورة إلى حد كبير في العاصمة مقديشو، وكانت الحكومة الاتحادية الانتقالية قد تأسست عام 2004 كجزء من عملية السلام وكان من المفترض أن تكون حكومة مؤقتة حتى التمكن من إجراء انتخابات جديدة، غير أن الاقتتال الداخلي وعدم قدرتها على توفير الأمن والخدمات للمواطنين حال دون ذلك، في عام 2011 شغل شريف شيخ أحمد منصب رئيس الحكومة الاتحادية الانتقالية بعد انتخابه عام 2009، في حين شغل عبد الولي محمد علي غاس منصب رئيس الوزراء، وبجانب الحكومة الاتحادية الانتقالية، كان هناك العديد من اللاعبين الرئيسيين الآخرين في الصومال في ذلك الوقت، أقواها حركة الشباب التي سيطرت على أجزاء كبيرة من جنوب ووسط الصومال وأعلنت نفسها الحكومة الحقيقية للبلاد، تليها حكومة بونتلاند المتمتعة بالحكم الذاتي شمال شرق الصومال، والتي تمتعت بحكومة مستقلة وجيش مستقل. انتهت ولاية الحكومة الاتحادية الانتقالية في أغسطس 2012 وخلفتها الحكومة الفيدرالية الصومالية حسب المتفق عليه في خارطة طريق اتفاقية كمبالا.
- الرئيس : شريف شيخ أحمد [1]
- رئيس الوزراء : محمد عبد الله محمد (حتى 19 يونيو 2011) ، عبد الولي محمد علي (بعد 19 يونيو 2011) [2]

## الأحداث
في 18 فبراير أوقفت ولاية بونتلاند صفقة التدريب العسكري على مكافحة القرصنة التي كانت تنفذها شركة سارسون الجنوب الإفريقية والمرتبطة بإريك برينس رئيس شركة بلاك ووتر، وتوقفت التدريبات في 12 فبراير بعد إلغاء مماثل من قبل الحكومة الصومالية في يناير.

## وفيات
- 4 ديسمبر — اغتال مسلحان الشيخ الدكتور أحمد حاج عبد الرحمن في مدينة بوصاصو شمال شرق الصومال[4]، واتهمت قبيلة ليلكسة التي ينحدر منها الشيخ حركة الشباب بتنفيذ عملية الاغتيال،[5] واعترف منفذا الاغتيال وسبعة من مساعديهم بتلقيهم أوامر من حركة الشباب خلال التحقيقات.[6] كما اتهم كل من رئيس ولاية بونتلاند عبد الرحمن محمد محمود فارولي ورئيس هيئة علماء الصومال بشير أحمد صلاد الحركة بتنفيذ الاغتيال.[7]